# 小磯內閣
小磯內閣（日语：／*/?）是日本預備役陸軍大將、朝鮮總督小磯國昭就任第41任內閣總理大臣（首相）後，自1944年7月22日至1945年4月7日組成的內閣。

## 背景
1944年7月20日，东条英机内阁倒台。同日，昭和天皇敕令小矶国昭与米内光政联合组阁，由小矶出任内阁总理大臣并在22日完成组阁。小矶国昭任期内曾一度主张利用繆斌与重庆国民政府谈和。1945年3月，繆奉重慶国民政府的密命訪问日本，和小磯内閣交涉以日軍撤退为条件实现全面和平（繆斌工作）。在交涉中，外務大臣重光葵、陸軍大臣杉山元、海軍大臣米内光政均对繆斌这位「和平掮客」同蒋介石的联系表示怀疑，反对通过繆斌进行谈判。小磯则继续进行交涉，并在4月2日拜谒昭和天皇时向天皇进言留下繆斌进行谈判。但天皇对此不感興趣。4月3日，天皇告诉重光葵自己不信任缪斌。結果缪斌毫无成果返回南京。
作为首相，小矶国昭既插手不了陆军，也干涉不了海军。1945年，日本舰队在莱特湾海战中覆灭，之后美军又通过硫磺岛战役的胜利，逐步逼近日本本土，并加强了对日本本土的空袭行动。日本国内的不满情绪也与日俱增。4月1日，杉山元陆相因就任东部军司令官而请辞陆相职务，小矶国昭试图借此机会兼任陆相，实现军政统一，但遭到陆军三长官会议拒绝。4月5日，小矶内阁宣布总辞职。

## 閣僚
以下列出小磯內閣阁僚名单：
| 所属： 軍人 貴族院 衆議院 官僚 民間 多重身份 |

| 職名         | 任次 | 姓名       | 姓名 | 所属                                               | 在任期間                      |
| ------------ | ---- | ---------- | ---- | -------------------------------------------------- | ----------------------------- |
| 内閣總理大臣 | 41   | 小磯國昭   |      | 軍人 預備役陸軍大将 [陸士12期]、就職後重返現役     | 1944年7月22日 - 1945年4月7日  |
| 外務大臣     | 69   | 重光葵     |      | 官僚 外務省、東条内閣留任                          | 1944年7月22日 - 1945年4月7日  |
| 内務大臣     | 67   | 大達茂雄   |      | 官僚 内務省                                        | 1944年7月22日 - 1945年4月7日  |
| 大藏大臣     | 45   | 石渡莊太郎 |      | 貴族院 研究会、東条内閣留任                        | 1944年7月22日 - 1945年2月21日 |
| 大藏大臣     | 46   | 津島寿一   |      | 官僚 大藏省                                        | 1945年2月21日 - 4月7日        |
| 陸軍大臣     | 53   | 杉山元     |      | 軍人 元帥陸軍大将 [陸士12期]                       | 1944年7月22日 - 1945年4月7日  |
| 海軍大臣     | 49   | 米内光政   |      | 軍人、原首相 海軍大将 海兵29期                     | 1944年7月22日 - 1945年4月7日  |
| 司法大臣     | 45   | 松阪廣政   |      | 官僚 司法省                                        | 1944年7月22日 - 1945年4月7日  |
| 文部大臣     | 55   | 二宮治重   |      | 軍人 退役陸軍中将 [陸士12期]                       | 1944年7月22日 - 1945年2月10日 |
| 文部大臣     | 56   | 兒玉秀雄   |      | 貴族院 研究会                                      | 1945年2月10日 - 4月7日        |
| 厚生大臣     | 10   | 廣瀨久忠   |      | 貴族院 研究会                                      | 1944年7月22日 - 1945年2月10日 |
| 厚生大臣     | 11   | 相川勝六   |      | 官僚 厚生省                                        | 1945年2月10日 - 4月7日        |
| 大東亞大臣   | 2    | 重光葵     |      | 官僚 外相兼任                                      | 1944年7月22日 - 1945年4月7日  |
| 農商大臣     | 3    | 島田俊雄   |      | 衆議院 翼賛政治会                                  | 1944年7月22日 - 1945年4月7日  |
| 軍需大臣     | 2    | 藤原銀次郎 |      | 民間 王子製紙社長                                  | 1944年7月22日 - 12月19日      |
| 軍需大臣     | 3    | 吉田茂     |      | 官僚 内務省                                        | 1944年12月19日 - 1945年4月7日 |
| 運輸通信大臣 | 3    | 前田米藏   |      | 衆議院 翼賛政治会                                  | 1944年7月22日 - 1945年4月7日  |
| 国務大臣     | -    | 町田忠治   |      | 衆議院 翼賛政治会                                  | 1944年7月22日 - 1945年4月7日  |
| 国務大臣     | -    | 兒玉秀雄   |      | 貴族院 文相轉任                                    | 1944年7月22日 - 1945年2月10日 |
| 国務大臣     | -    | 廣瀨久忠   |      | 貴族院 厚相轉任                                    | 1945年2月10日 - 2月21日       |
| 国務大臣     | -    | 石渡莊太郎 |      | 貴族院 藏相轉任                                    | 1945年2月21日 - 4月7日        |
| 国務大臣     | -    | 緒方竹虎   |      | 民間 原朝日新聞社副社長                            | 1944年7月22日 - 1945年4月7日  |
| 国務大臣     | -    | 小林躋造   |      | 軍人・貴族院 退役海軍大将 海兵26期・翼賛政治会總裁 | 1944年12月19日 - 1945年3月1日 |
| 内閣書記官長 | 47   | 三浦一雄   |      | 官僚 農商省                                        | 1944年7月22日 - 1944年7月29日 |
| 内閣書記官長 | 48   | 田中武雄   |      | 官僚 拓務省                                        | 1944年7月29日 - 1945年2月10日 |
| 内閣書記官長 | 49   | 廣瀨久忠   |      | 貴族院 国務相兼任                                  | 1945年2月10日 - 2月21日       |
| 内閣書記官長 | 50   | 石渡莊太郎 |      | 貴族院 国務相兼任                                  | 1945年2月21日 - 4月7日        |
| 法制局長官   | 43   | 三浦一雄   |      | 官僚 内閣書記官長兼任                              | 1944年7月22日 - 1945年4月7日  |